# Esther Elo Joseph
Esther Elo Joseph (* 4. April 2003) ist eine nigerianische Sprinterin, die sich auf den 400-Meter-Lauf spezialisiert hat. 2024 siegte sie mit der nigerianischen 4-mal-400-Meter-Staffel bei den Afrikaspielen in Accra und siegte im selben Jahr bei den Afrikameisterschaften in Douala.

## Sportliche Laufbahn
Erste internationale Erfahrungen sammelte Esther Elo Joseph im Jahr 2022, als sie bei den U20-Weltmeisterschaften in Cali mit 1:00,51 min in der ersten Runde im 400-Meter-Hürdenlauf ausschied. Im Jahr darauf gewann sie bei den Afrikaspielen in Accra in 51,61 s die Silbermedaille über 400 Meter hinter der Kenianerin Mary Moraa und siegte mit der nigerianischen 4-mal-400-Meter-Staffel in 3:27,29 min gemeinsam mit Patience Okon George, Brittany Ogunmokun und Omolara Ogunmakinju. Im Mai wurde sie bei den World Athletics Relays in Nassau in 3:12,76 min Vierte in der Finalrunde der Mixed-Staffel und sicherte damit dem nigerianischen Team einen Startplatz bei den Olympischen Spielen in Paris. Anschließend gewann sie bei den Afrikameisterschaften in Douala in 51,94 s die Bronzemedaille über 400 Meter hinter der Südafrikanerin Miranda Coetzee und Quincy Malekani aus Sambia. Zudem siegte sie in 3:27,31 min gemeinsam mit Patience Okon George, Omolara Ogunmakinju und Ella Onojuvwevwo in der 4-mal-400-Meter-Staffel. Im August wurde sie bei den Olympischen Sommerspielen in Paris im Vorlauf über 400 Meter wegen einer Bahnübertretung disqualifiziert.
2024 wurde sie nigerianische Meisterin im 400-Meter-Lauf.

## Persönliche Bestleistungen
- 200 Meter: 23,65 s (+0,3 m/s), 1. Juni 2024 in Lagos
- 400 Meter: 51,61 s, 20. März 2024 in Accra
- 400 m Hürden: 1:00,37 min, 13. Mai 2022 in Abuja